# Legile din Aprilie
Legile din Aprilie, numite și Legile din Martie, au fost o colecție de legi elaborată de Lajos Kossuth cu scopul de a moderniza Regatul Ungariei și de a-l transforma într-un stat-națiune. Programul imperativ includea controlul maghiar asupra gărzii naționale, bugetului național și politicii externe a Ungariei, precum și înlăturarea iobăgiei. El a fost votat de Dieta Ungariei în martie 1848 la Pozsony (acum Bratislava, Slovacia) (în germană: Pressburg) și a fost semnat de împăratul Ferdinand al V-lea în palatul arhiepiscopului primat din același oraș la 11 aprilie 1848, ca o reacție la Revoluția Maghiară din1848. După ce Revoluția Maghiară a fost zdrobită prin intervenția Rusiei în 1849, Austria nu a mai promulgat legile, iar Ungaria nu și-a păstrat autonomia externă deplină până la Compromisul austro-ungar din 1867, ceea ce va influența poziția Ungariei în Primul Război Mondial.

## Cele zece puncte
Conservatorii - care se opuneau, de obicei, majorității reformelor - au putut să-și păstreze o majoritate subțire în vechiul parlament feudal, în timp ce liberalii reformatori erau împărțiți între ideile lui Széchenyi și cele ale lui Kossuth. Cu toate acestea, chiar înainte de alegeri, Ferenc Deák a reușit să-i convingă pe toți liberalii să accepte platforma comună a „celor Zece Puncte”. Cele așa-numite „Zece Puncte” ale reformatorilor au devenit principiile care au stat la baza legilor elaborate în aprilie 1848.
- (1) miniștri responsabili (guvernul și toți miniștrii trebuiau să obțină acordul parlamentului)
- (2) libertatea presei (eliminarea cenzurii și a instituțiilor cenzorilor)
- (3) reprezentare populară (prin alegeri parlamentare democratice, desființarea vechiului parlament feudal bazat pe proprietățile feudale)
- (4) reîncorporarea Transilvaniei în Regatul Ungariei
- (5) dreptul la întrunire publică (libertatea de întrunire și libertatea de asociere)
- (6) libertate religioasă absolută, desființarea religiei de stat (catolică)
- (7) egalitate universală în fața legii (abolirea legilor separate pentru oamenii de rând și pentru nobilime, abolirea privilegiilor juridice ale nobilimii)
- (8) impozitare universală și egală (eliminarea scutirii de taxe a aristocrației)
- (9) desființarea Aviticum-ului (Aviticium era o regulă feudală învechită și anormală care prevedea că doar nobilimea putea deține terenuri agricole)
- (10) abolirea iobăgiei și servitudinii feudale, cu compensații acordate de stat proprietarilor de terenuri